# Copa Libertadores 1992
Copa Libertadores 1992 – trzydziesta trzecia edycja Copa Libertadores, w której udział wzięło 21 klubów reprezentujących wszystkie kraje zrzeszone w CONMEBOL. Każde z 10 państw wystawiło po 2 kluby, nie licząc broniącego tytułu chilijskiego klubu CSD Colo-Colo, który zrezygnował z prawa awansu do 1/8 finału bez gry i wziął udział w fazie grupowej.
CSD Colo-Colo nie tylko nie zdołał obronić tytułu, ale nawet nie dotarł do finału, gdyż już w 1/8 finału wyeliminowany został przez ekwadorski klub Barcelona SC. Tym razem w finale znalazły się kluby reprezentujące dwie największe potęgi futbolowe Ameryki Południowej – Argentynę i Brazylię. Puchar ostatecznie zdobył brazylijski klub São Paulo FC, który dopiero w rzutach karnych pokonał CA Newell’s Old Boys. Oba kluby pierwszy raz w swych dziejach dotarły na sam szczyt najważniejszego w Ameryce Południowej klubowego turnieju. Obaj finaliści rozpoczęli turniej w wyjątkowo fatalnym stylu, przegrywając dotkliwie z krajowymi rywalami. São Paulo przegrał 0:3 z Criciúmą, a Newell’s Old Boys na własnym boisku został rozgromiony przez San Lorenzo de Almagro, przegrywając 0:6. W ćwierćfinale piłkarze z Rosario zrewanżowali się drużynie San Lorenzo wygrywając 4:0.
W pierwszym etapie 20 klubów podzielono na 5 grup po 4 drużyny. Z każdej grupy do następnej rundy awansowały trzy najlepsze zespoły. Jako szesnasty klub do 1/8 miał awansować broniący tytułu klub CSD Colo-Colo, jednak zrezygnował z tego przywileju i postanowił wziąć udział w fazie grupowej. Dołączony został do grupy z pozostałymi dwoma klubami chilijskimi – czyli do grupy pierwszej. W związku z tym grupa ta liczyła 5 klubów, a do następnej rundy miały awansować cztery najlepsze drużyny.
W 1/8 finału wylosowano osiem par, które wyłoniły ośmiu ćwierćfinalistów. W ćwierćfinale wylosowano cztery pary, które wyłoniły czterech półfinalistów. W półfinale dwie pary wyłoniły dwóch finalistów.
Wysoką klasę znów potwierdziły kluby z Kolumbii, a América Cali dotarła do półfinału, gdzie uległa Newell’s Old Boys dopiero po rzutach karnych. Do półfinału dotarła też rewelacyjnie spisująca się ekwadorska Barcelona.
Bardzo słabo tym razem wypadły kluby z Urugwaju. Także kluby z Peru wciąż nie potrafiły wrócić do dawnego poziomu.

## 1/16 finału

### Grupa 1Argentyna,Chile
| 18.02 CSD Colo-Colo – Coquimbo Unido 1:0 - Gustavo de Luca                                                                                                   |
| 21.02 CSD Colo-Colo – CD Universidad Católica 1:1 - Marcelo Pablo Barticciotto – Luis Pérez                                                                  |
| 26.02 CA Newell’s Old Boys – San Lorenzo de Almagro 0:6 - José Daniel Ponce, Alberto Federico Acosta (3), Rubén Rossi, Manuel Santos Aguilar                 |
| 26.02 Coquimbo Unido – CD Universidad Católica 3:2 - Pedro Alejandro González (3) – Gerardo Manuel Reinoso (2)                                               |
| 03.03 San Lorenzo de Almagro – CSD Colo-Colo 1:0 - Alberto Federico Acosta k                                                                                 |
| 03.03 CA Newell’s Old Boys – Coquimbo Unido 3:0 - Alfredo Berti, Julio Alberto Zamora, Alfredo Damián Mendoza Sulewski                                       |
| 06.03 San Lorenzo de Almagro – Coquimbo Unido 3:0 - Jorge Roberto Rinaldi, Néstor Raúl Gorosito, Alberto Federico Acosta                                     |
| 06.03 CA Newell’s Old Boys – CSD Colo-Colo 3:1 - Alfredo Damián Mendoza Sulewski, Julio César Saldaña, Ricardo Gabriel Lunari – Aníbal Segundo González      |
| 09.03 CD Universidad Católica – CA Newell’s Old Boys 1:1 - Jorge Alejandro Contreras – Juan José Rossi                                                       |
| 13.03 CD Universidad Católica – San Lorenzo de Almagro 4:0 - Jorge Alejandro Contreras (2), Daniel Fernando López, Alejandro Martín Kenig                    |
| 17.03 Coquimbo Unido – CSD Colo-Colo 1:1 - Cristián Olguín – Jaime Augusto Pizarro                                                                           |
| 20.03 CD Universidad Católica – CSD Colo-Colo 0:0 |
| 25.03 CD Universidad Católica – Coquimbo Unido 5:1 - Jorge Alejandro Contreras (3, 1k), Nelson Rodrigo Parraguez, José Saturnino Cardozo – Juan Carlos Araya |
| 25.03 San Lorenzo de Almagro – CA Newell’s Old Boys 0:1 - Julio Alberto Zamora                                                                               |
| 31.03 Coquimbo Unido – CA Newell’s Old Boys 1:2 - Javier Toledo – Juan José Rossi, Alfredo Damián Mendoza Sulewski                                           |
| 31.03 CSD Colo-Colo – San Lorenzo de Almagro 1:0 - Aníbal Segundo González                                                                                   |
| 03.04 Coquimbo Unido – San Lorenzo de Almagro 0:1 - Néstor Raúl Gorosito                                                                                     |
| 03.04 CSD Colo-Colo – CA Newell’s Old Boys 1:1 - Gustavo de Luca – Cristian Domizzi                                                                          |
| 07.04 San Lorenzo de Almagro – CD Universidad Católica 2:2 - Christian Gustavo Matosas, Rubén Rossi – Alejandro Martín Kenig, José Guillermo del Solar       |
| 10.04 CA Newell’s Old Boys – CD Universidad Católica 0:0 |

| Klub                    | Mecze | Zw | Rem | Por | Pkt | BrZd | BrStr |
| ----------------------- | ----- | -- | --- | --- | --- | ---- | ----- |
| CA Newell’s Old Boys    | 8     | 4  | 3   | 1   | 11  | 11   | 10    |
| CD Universidad Católica | 8     | 2  | 5   | 1   | 9   | 15   | 8     |
| San Lorenzo de Almagro  | 8     | 4  | 1   | 3   | 9   | 13   | 8     |
| CSD Colo-Colo           | 8     | 2  | 4   | 2   | 8   | 6    | 7     |
| Coquimbo Unido          | 8     | 1  | 1   | 6   | 3   | 6    | 18    |

### Grupa 2Boliwia,Brazylia
| 06.03 Criciúma – São Paulo FC 3:0 - Jairo Lenzi, Gélson k, Adílson Heleno                                                                                           |
| 08.03 Club Bolívar – CD San José 2:1 - Luis Fernando Salinas (2) – Miguel Ángel Vacaflor                                                                            |
| 17.03 CD San José – São Paulo FC 0:3 - Palhinha (3) |
| 20.03 Club Bolívar – São Paulo FC 1:1 - Jorge Alberto Hirano – Raí                                                                                                  |
| 24.03 CD San José – Criciúma 1:2 - Pedro Rioja k – Gélson k, Jairo Lenzi                                                                                            |
| 27.03 Club Bolívar – Criciúma 1:1 - Jorge Alberto Hirano – Jairo Lenzi                                                                                              |
| 01.04 São Paulo FC – Criciúma 4:0 - Raí, Palhinha, Elivélton, Müller                                                                                                |
| 02.04 CD San José – Club Bolívar 2:4 - Juan Carlos Sánchez, Dionisio Gutiérrez – Jorge Alberto Hirano, Miguel Ángel Rimba, Walter Osvaldo Perazzo, Daniel Hernández |
| 07.04 São Paulo FC – CD San José 1:1 - Palhinha – Divar Condarco |
| 10.04 Criciúma – CD San José 5:0 - Jairo Lenzi, Everaldo (2), Emerson Almeida, Adílson Gomes                                                                        |
| 14.04 São Paulo FC – Club Bolívar 2:0 - Antônio Carlos, Macedo |
| 18.04 Criciúma – Club Bolívar 2:1 - Roberto Cavalo, Grizzo – Carlos Fernando Borja                                                                                  |

| Klub         | Mecze | Zw | Rem | Por | Pkt | BrZd | BrStr |
| ------------ | ----- | -- | --- | --- | --- | ---- | ----- |
| Criciúma     | 6     | 4  | 1   | 1   | 9   | 13   | 7     |
| São Paulo FC | 6     | 3  | 2   | 1   | 8   | 11   | 5     |
| Club Bolívar | 6     | 2  | 2   | 2   | 6   | 9    | 9     |
| CD San José  | 6     | 0  | 1   | 5   | 1   | 5    | 17    |

### Grupa 3Ekwador,Wenezuela
| 23.02 Marítimo Caracas – ULA Mérida 1:2 - Juan Manuel Mouro – Carlos Molina, Guillermo „Manimal” Cortez                      |
| 23.02 Barcelona SC – Váldez Milagro 0:0                                                                                      |
| 11.03 ULA Mérida – Váldez Milagro 0:2 - Eduardo Steward Hurtado, Claudio Daniel Brizuela                                     |
| 15.03 Marítimo Caracas – Váldez Milagro 1:0 - Juan Manuel Mouro k                                                            |
| 18.03 Marítimo Caracas – Barcelona SC 1:1 - Carlos Domínguez – Rubén Darío Insúa                                             |
| 22.03 ULA Mérida – Barcelona SC 0:1 - Byron Zózimo Tenorio                                                                   |
| 29.03 Váldez Milagro – Barcelona SC 0:1 - Rubén Darío Insúa k                                                                |
| 29.03 ULA Mérida – Marítimo Caracas 0:0                                                                                      |
| 01.04 Váldez Milagro – Marítimo Caracas 2:1 Claudio Daniel Brizuela, Djalmar Zambrano – Juan Manuel Mouro                    |
| 03.04 Barcelona SC – Marítimo Caracas 3:1 - Ramón Ángel Bernuncio, Byron Zózimo Tenorio, Gilson Da Souza – Juan Manuel Mouro |
| 07.04 Váldez Milagro – ULA Mérida 1:1 - Arizaga k – Elvis Martínez                                                           |
| 10.04 Barcelona SC – ULA Mérida 5:1 - Byron Zózimo Tenorio, Rubén Darío Insúa, Manuel Antonio Uquillas (3) – Carlos Molina   |

- mecz o trzecie miejsce z powodu równej liczby punktów

| 22.04 Marítimo Caracas – ULA Mérida 2:2 - Gómez, Héctor Enrique Rivas – Guillermo „Manimal” Cortez, Carlos Molina |

| Klub             | Mecze | Zw | Rem | Por | Pkt | BrZd | BrStr |
| ---------------- | ----- | -- | --- | --- | --- | ---- | ----- |
| Barcelona SC     | 6     | 4  | 2   | 0   | 10  | 11   | 3     |
| Váldez Milagro   | 6     | 2  | 2   | 2   | 6   | 5    | 4     |
| Marítimo Caracas | 6     | 1  | 2   | 3   | 4   | 5    | 8     |
| ULA Mérida       | 6     | 1  | 2   | 3   | 4   | 4    | 10    |

### Grupa 4Kolumbia,Peru
| 26.02 Sport Boys Callao – Club Sporting Cristal 1:1 - Marco Charún – Horacio Raúl Baldessari                                                           |
| 26.02 América Cali – Atlético Nacional 2:0 - Jorge Orosmán da Silva, Sergio „Checho” Angulo                                                            |
| 10.03 América Cali – Sport Boys Callao 2:0 - Sergio „Checho” Angulo, Albeiro Usuriaga                                                                  |
| 13.03 Atlético Nacional – Sport Boys Callao 2:2 - Andrés Escobar, Luis Alfonso Fajardo – Luis Germán Carty, Flores                                     |
| 17.03 América Cali – Club Sporting Cristal 1:0 - Anthony William De Avila                                                                              |
| 20.03 Atlético Nacional – Club Sporting Cristal 1:0 - Faustino Hernán Asprilla                                                                         |
| 25.03 Atlético Nacional – América Cali 3:0 - Eduardo Pimentel s, Adolfo Cañas, Faustino Hernán Asprilla                                                |
| 25.03 Club Sporting Cristal – Sport Boys Callao 2:0 - Horacio Raúl Baldessari, Roberto Carlos Palacios                                                 |
| 31.03 Sport Boys Callao – América Cali 1:2 - Luis Germán Carty – Sergio „Checho” Angulo, Bernardo Redín                                                |
| 03.04 Club Sporting Cristal – América Cali 3:1 - Orlando Octavio Prado, Raúl Avilés, Horacio Raúl Baldessari – Sergio „Checho” Angulo                  |
| 07.04 Sport Boys Callao – Atlético Nacional 0:6 - Alexis Enrique García (2), Víctor Hugo Aristizábal (2), Faustino Hernán Asprilla, John Jairo Tréllez |
| 10.04 Club Sporting Cristal – Atlético Nacional 0:3 - John Jairo Tréllez (2), Víctor Hugo Aristizábal                                                  |

| Klub                  | Mecze | Zw | Rem | Por | Pkt | BrZd | BrStr |
| --------------------- | ----- | -- | --- | --- | --- | ---- | ----- |
| Atlético Nacional     | 6     | 4  | 1   | 1   | 9   | 15   | 4     |
| América Cali          | 6     | 4  | 0   | 2   | 8   | 8    | 7     |
| Club Sporting Cristal | 6     | 2  | 1   | 3   | 5   | 6    | 7     |
| Sport Boys Callao     | 6     | 0  | 2   | 4   | 2   | 4    | 15    |

### Grupa 5Paragwaj,Urugwaj
| 04.03 Defensor Sporting – Club Nacional de Football 0:1 - Edgar Borges                                                               |
| 04.03 Club Sol de América – Cerro Porteño 0:2 - Víctor Genés, Carlos A. Cháves                                                       |
| 10.03 Defensor Sporting – Cerro Porteño 2:3 - Michellini, Ricardo Dos Santos – Víctor Genés, Luis Héctor Cristaldo, Carlos A. Cháves |
| 13.03 Club Nacional de Football – Cerro Porteño 0:0                                                                                  |
| 17.03 Club Nacional de Football – Club Sol de América 2:2 - Javier Vicente Wanchope, Marcelo Saralegui – Hugo Rolando Brizuela (2)   |
| 20.03 Defensor Sporting – Club Sol de América 1:2 - Favaro – H. Rodríguez s, Buenaventura Ferreira                                   |
| 25.03 Cerro Porteño – Club Sol de América 2:0 - Víctor Genés, Claudinho                                                              |
| 25.03 Club Nacional de Football – Defensor Sporting 2:3 - Julio César Dely Valdés (2) – Ricardo Dos Santos (3)                       |
| 31.03 Club Sol de América – Club Nacional de Football 1:3 - Estigarribia – Marcelo Saralegui (2), Julio César Dely Valdés            |
| 01.04 Cerro Porteño – Defensor Sporting 1:1 - Francisco Javier Arce – Ferrari                                                        |
| 08.04 Cerro Porteño – Club Nacional de Football 1:1 - Francisco Javier Arce – Melanio Villalba s                                     |
| 09.04 Club Sol de América – Defensor Sporting 0:0                                                                                    |

| Klub                      | Mecze | Zw | Rem | Por | Pkt | BrZd | BrStr |
| ------------------------- | ----- | -- | --- | --- | --- | ---- | ----- |
| Cerro Porteño             | 6     | 3  | 3   | 0   | 9   | 9    | 4     |
| Club Nacional de Football | 6     | 2  | 3   | 1   | 7   | 9    | 7     |
| Defensor Sporting         | 6     | 1  | 2   | 3   | 4   | 7    | 9     |
| Club Sol de América       | 6     | 1  | 2   | 3   | 4   | 5    | 10    |

## 1/8 finału
| CD Universidad Católica – América Cali 0:0 i 0:1 - 28.04 0:0 - 04.05 Jorge Orosmán da Silva |
| Marítimo Caracas – Atlético Nacional 0:0 i 0:3 - 28.04 0:0 - 05.05 Luis Alfonso Fajardo, Víctor Hugo Aristizábal (2) |
| Club Sporting Cristal – Criciúma 1:2 i 2:3 - 30.04 Franco Enrique Navarro k – Everaldo, Jairo Lenzi - 06.05 Julio César “El Artista” Antón, Orlando Octavio Prado – Vilson, Gélson k, Everaldo |
| CSD Colo-Colo – Barcelona SC 1:0 i 0:2 - 29.04 Claudio Daniel Borghi - 06.05 Rubén Darío Insúa, Carlos Antonio Muñoz |
| Club Bolívar – Cerro Porteño 2:0 i 0:3 - 29.04 Jorge Alberto Hirano, Carlos Fernando Borja - 06.05 Francisco Javier Arce, Claudinho, Gustavo Angel Sotelo |
| Club Nacional de Football – São Paulo FC 0:1 i 0:2 - 28.04 Elivélton - 06.05 Ronaldo Luiz, Antônio Carlos |
| Defensor Sporting – CA Newell’s Old Boys 1:1 i 0:1 - 29.04 Josemir Lujambio – Cristian Domizzi - 06.05 Alfredo Damián Mendoza Sulewski |
| San Lorenzo de Almagro – Váldez Milagro 2:0 i 0:2, karne 6:5 - 29.04 Néstor Raúl Gorosito (2) - 05.05 Eduardo Steward Hurtado (2) - Karne: Flavio Gabriel Zandoná (+), Fabián Gustavo Carrizo (+), Néstor Raúl Gorosito (+), Alberto Federico Acosta (+), Mario Ballarino (+), Daniel Riquelme (+), Ariel Boldrini (-), Manuel Santos Aguilar (-) – Arizaga (+), Arboleda (+), Wilson Homero Macías (+), Djalmar Zambrano (+), Sánchez (+), Pazmiño(-), Eduardo Steward Hurtado (-), Claudio Daniel Brizuela (-) |

## 1/4 finału
| CA Newell’s Old Boys – San Lorenzo de Almagro 4:0 i 1:1 - 13.05 Mauricio Roberto Pochettino (2), Julio Alberto Zamora, Juan Manuel Llop - 20.05 Ricardo Gabriel Lunari – Alejandro Omar Simionato |
| Atlético Nacional – América Cali 0:1 i 2:4 - 13.05 Freddy Eusebio Rincón - 20.05 Víctor Hugo Aristizábal, John Jairo Tréllez – Wilmer Cabrera, Alexander Escobar, Freddy Eusebio Rincón, Anthony William De Avila |
| Barcelona SC – Cerro Porteño 1:1 i 1:1, karne 4:3 - 13.05 Rubén Darío Insúa k – Estanislao Struway - 20.05 José Eduardo Gavica – Carlos Alberto Gamarra - Karne: Ramón Ángel Bernuncio (+), Gilson Da Souza (+), José Eduardo Gavica (+), Raúl Alfredo Noriega (+) – Claudinho (+), Buenaventura Ferreira (+), Carlos Alberto Gamarra (+) |
| São Paulo FC – Criciúma 1:0 i 1:1 - 13.05 Macedo - 20.05 Raí – Soares |

## 1/2 finału
| CA Newell’s Old Boys – América Cali 1:1 i 1:1, karne 11:10 - 27.05 Alfredo Damián Mendoza Sulewski – Anthony William De Avila - 03.06 Mauricio Roberto Pochettino – Jorge Orosmán da Silva k - Karne: Magnolo Eduardo Berizzo (2+), Julio Alberto Zamora (2+), Gustavo Raggio (2+), Fernando Andrés Gamboa (+), Fabián Alberto Garfagnoli (+), Alfredo Berti (+), Julio César Saldaña (+), Norberto Scoponi (+), Mauricio Roberto Pochettino (-), Cristian Domizzi (-) – Jorge Orosmán da Silva (2+), Wilson Enrique Pérez (2+), Orlando Maturana (+,-), Freddy Eusebio Rincón (+), Sergio „Checho” Angulo (+), Alexander Escobar (+), Eduardo Pimentel (+), Eduardo Niño (+), Jorge Hernán Bermúdez (-) |
| São Paulo FC – Barcelona SC 3:0 i 0:2 - 27.05 Müller, Palhinha, Rinaldo - 03.06 José Eduardo Gavica, Gilson Da Souza |

## FINAŁ
| CA Newell’s Old Boys – São Paulo FC 1:0 i 0:1, karne 2:3 |
| 10 czerwca 1992 Rosario Estadio Gigante de Arroyito (35 000) CA Newell’s Old Boys – São Paulo FC 1:0 (1:0) Sędzia: Hernán Silva (Chile) Bramki: 1:0 Magnolo Eduardo Berizzo 39k Club Atlético Newell’s Old Boys: Norberto Scoponi – Gustavo Raggio, Fernando Andrés Gamboa, Mauricio Roberto Pochettino, Julio César Saldaña – Alfredo Berti, Magnolo Eduardo Berizzo, Gerardo Daniel Martino (Fabián Alberto Garfagnoli), Julio Alberto Zamora – Ricardo Gabriel Lunari, Alfredo Damián Mendoza Sulewski (Cristian Domizzi). Trener: Marcelo Bielsa. São Paulo Futebol Clube: Zetti – Cafu, Antônio Carlos, Ronaldão, Ivan – Adílson, Pintado, Raí, Palhinha (Macedo) – Müller, Elivélton. Trener: Telê Santana. |
| 17 czerwca 1992 São Paulo Estádio do Morumbi (105 185) São Paulo FC – CA Newell’s Old Boys 1:0 (0:0), karne 3:2 Sędzia: José Joaquín Torres (Kolumbia) Bramki: 1:0 Raí 65k Karne: (0:0) Magnolo Eduardo Berizzo, 1:0 Raí, 1:1 Julio Alberto Zamora, 2:1 Ivan, 2:2 Juan Manuel Llop (2:2) Ronaldão (2:2) Alfredo Damián Mendoza Sulewski, 3:2 Cafu (3:2) Fernando Andrés Gamboa São Paulo Futebol Clube: Zetti – Cafu, Antônio Carlos, Ronaldão, Ivan – Adílson, Pintado, Raí, Palhinha – Müller (Macedo), Elivélton. Trener: Telê Santana. Club Atlético Newell’s Old Boys: Norberto Scoponi – Juan Manuel Llop, Fernando Andrés Gamboa, Mauricio Roberto Pochettino, Julio César Saldaña – Alfredo Berti, Magnolo Eduardo Berizzo, Gerardo Daniel Martino (Cristian Domizzi), Julio Alberto Zamora – Ricardo Gabriel Lunari, Alfredo Damián Mendoza Sulewski. Trener: Marcelo Bielsa. |

## Klasyfikacja
Poniższa tabela ma charakter statystyczny. O kolejności decyduje na pierwszym miejscu osiągnięty etap rozgrywek, a dopiero potem dorobek bramkowo-punktowy. W przypadku klubów, które odpadły w rozgrywkach grupowych o kolejności decyduje najpierw miejsce w tabeli grupy, a dopiero potem liczba zdobytych punktów i bilans bramkowy.
| Poz                                                                      | Klub                      | Mecze | Zw | Rem | Por | Pkt | BrZd | BrStr |
| ------------------------------------------------------------------------ | ------------------------- | ----- | -- | --- | --- | --- | ---- | ----- |
| 1                                                                        | São Paulo                 | 14    | 8  | 3   | 3   | 19  | 20   | 9     |
| 2                                                                        | CA Newell’s Old Boys      | 16    | 7  | 7   | 2   | 21  | 21   | 15    |
| 3                                                                        | América Cali              | 12    | 7  | 3   | 2   | 17  | 16   | 11    |
| 4                                                                        | Barcelona SC              | 12    | 6  | 4   | 2   | 16  | 17   | 9     |
| 5                                                                        | Criciúma                  | 10    | 6  | 2   | 2   | 14  | 19   | 12    |
| 6                                                                        | Cerro Porteño             | 10    | 4  | 5   | 1   | 13  | 14   | 8     |
| 7                                                                        | Atlético Nacional         | 10    | 5  | 2   | 3   | 12  | 20   | 9     |
| 8                                                                        | San Lorenzo de Almagro    | 12    | 5  | 2   | 5   | 12  | 16   | 15    |
| 9                                                                        | CD Universidad Católica   | 10    | 2  | 6   | 2   | 10  | 15   | 9     |
| 10                                                                       | CSD Colo-Colo             | 10    | 3  | 4   | 3   | 10  | 7    | 9     |
| 11                                                                       | Váldez Milagro            | 8     | 3  | 2   | 3   | 8   | 7    | 6     |
| 12                                                                       | Club Bolívar              | 8     | 3  | 2   | 3   | 8   | 11   | 12    |
| 13                                                                       | Club Nacional de Football | 8     | 2  | 3   | 3   | 7   | 9    | 10    |
| 14                                                                       | Marítimo Caracas          | 9     | 1  | 4   | 4   | 6   | 7    | 13    |
| 15                                                                       | Club Sporting Cristal     | 8     | 2  | 1   | 5   | 5   | 9    | 12    |
| 16                                                                       | Defensor Sporting         | 8     | 1  | 3   | 4   | 5   | 8    | 11    |
| 17                                                                       | ULA Mérida                | 7     | 1  | 3   | 3   | 5   | 6    | 12    |
| 18                                                                       | Club Sol de América       | 6     | 1  | 2   | 3   | 4   | 5    | 10    |
| 19                                                                       | Coquimbo Unido            | 8     | 1  | 1   | 6   | 3   | 6    | 18    |
| 20                                                                       | Sport Boys Callao         | 6     | 0  | 2   | 4   | 2   | 4    | 15    |
| 21                                                                       | CD San José               | 6     | 0  | 1   | 5   | 1   | 5    | 17    |
| Podsumowanie: 99 meczów, w tym 31 remisów, 242 bramki – 2.44 bramki/mecz |                           |       |    |     |     |     |      |       |